# Jetpur Navagadh
Jetpur Navagadh é uma cidade e um município no distrito de Rajkot, no estado indiano de Gujarat.

## Demografia
Segundo o censo de 2001, Jetpur Navagadh tinha uma população de 104 311 habitantes. Os indivíduos do sexo masculino constituem 53% da população e os do sexo feminino 47%. Jetpur Navagadh tem uma taxa de literacia de 72%, superior à média nacional de 59,5%: a literacia no sexo masculino é de 78% e no sexo feminino é de 66%. Em Jetpur Navagadh, 11% da população está abaixo dos 6 anos de idade.